# William H. Calvin
William H. Calvin (30 de abril de 1939) es neurofisiólogo, actualmente ejerce como profesor de la Universidad de Washington en Seattle, Estados Unidos. Es conocido por sus investigación y la divulgación de temas de neurociencia y biología evolutiva, y de la creación de una nueva denominación, mezcla de ambas ciencias: el neurodarwinismo o darwinismo neuronal. Entre otros ha creado el término máquina de Darwin.

## Principales líneas de investigación
Ha trabajado en las consecuencias de los cambios climáticos (glaciaciones) para la evolución humana y también en las cuestiones más actuales del cambio climático mundial (véase su libro Global Fever, 2000)
En su libro de 1996 ¿Cómo piensa el cerebro: evolución de la Inteligencia, entonces y ahora, Calvin se convierte en un defensor de la idea según la cual los procesos darwinianos han estructurado el cerebro permitiéndole adquirir o alcanzar lo que llamamos conciencia e inteligencia.
Calvin divide los procesos cerebrales en dos tipos, los que dependen de rutas cerebrales ('hardware' -soporte físico-) y los que se pueden moverse libremente a través de todo el cerebro y por lo tanto son capaces de funcionar como 'software' -soporte lógico-. Calvin los denomina patrones de disparos
Pero Calvin va más allá y lo manifiesta en su monografía El código cerebral cuando sugiere que el patrón de acciones potenciales, en cualquier minicolumna neocortical, puede ser reproducido o replicado y posteriormente difundido a través de la corteza como un pedazo de código de 'software' y ser activado y aplicado en los millones de minicolumnas del mismo modo que pueden jugar un millón de jugadores con un millón de copias de un juego de ordenador en un reproductor de discos. La gran diferencia, la clave, es que mientras que todos los reproductores electrónicos están, básicamente, diseñados para hacer la misma tarea, las distintas minicolumnas corticales tienen su propia y única ruta cerebral que hace que la ejecución del juego -del código de información-, no resulte un duplicado exacto de ningún patrón y resulte único.
Esta realidad es la que permite una sinfonía cerebral compleja, en lugar de una amplificación de la misma melodía y en consecuencia la posibilidad de que se produzca la supervivencia del más adaptado, es decir del proceso por el cual los patrones de disparos que resuenan mejor con el actual grupo de rutas cerebrales que dominan nuestra conciencia sean favorecidos y por lo tanto generar un comportamiento inteligente: Nuestro largo tren de pensamientos conectados es por lo que nuestra conciencia es tan diferente de lo que vino antes.
Estas ideas aparecen en su obra Una breve historia de la mente, donde señala: Posiblemente estamos cambiando de nuevo la velocidad, haciendo malabarismos con más conceptos y tomando decisiones más rápidamente, imaginando acciones de mayor profundidad. La ética sólo es posible a un nivel humano debido y gracias a la capacidad de especular, la calidad del juicio, y en consecuencia la modificación de nuestras posibles acciones.
William H. Calvin también ha manifestado que el uso del hacha de mano achelense por los homínidos fue un factor decisivo en la evolución de la inteligencia humana.